# Ronald Montaperto
 (juillet 2025).
Ronald N. Montaperto est un ancien analyste de la Defense Intelligence Agency (DIA) qui a reconnu avoir transmis des informations confidentielles aux services de renseignement chinois, même si celui-ci s'est largement rétracté par la suite et que d'importantes zones d'ombre subsistent sur l'origine des accusations portées contre lui[réf. nécessaire].